# Johan Meens
Johan Meens (né le 7 juillet 1999 à Hombourg) est un coureur cycliste belge, membre de l'équipe Bingoal WB.

## Biographie
Fils d'un fermier, Johan Meens court pendant plusieurs saisons au Pesant Club Liégeois, sans obtenir de résultats marquants. Après des études en agronomie, il commence à travailler dans la ferme familiale, tout en poursuivant sa carrière cycliste.
En 2021, il rejoint l'équipe réserve de Bingoal-WB et prend une année sabbatique à la ferme, pour se consacrer pleinement au cyclisme. Décrit comme un bon grimpeur, il réalise ses meilleures performance dans des courses vallonnées en terminant quatrième de l'étape reine du Circuit des Ardennes, douzième de Liège-Bastogne-Liège espoirs ou encore treizième du Tour du Pays de Montbéliard, manche de la Coupe des Nations espoirs. Il participe également à quelques courses avec l'équipe professionnelle, comme la Classic Grand Besançon Doubs, où il remporte les classements des monts et des sprints intermédiaires.
En 2022, il rejoint l'équipe professionnelle de Bingoal WB. Il a pour ambition de faire les meilleures résultats possibles, spécialement dans les classiques ardennaises ainsi que de se montrer dans les échappées.
En juillet 2023, il remporte le maillot blanc du classement des "Monts" du Tour de Wallonie.

## Classements mondiaux
| Année                                 | 2022  | 2023  | 2024 |
| ------------------------------------- | ----- | ----- | ---- |
| Classement mondial                    | 2141e | 1235e | 855e |
| UCI Europe Tour                       | 1346e | nc    | nc   |
|                                       |       |       |      |
| Légende : nc = non classéSource : UCI |       |       |      |